# Můj skutečný život v Rouenu
Můj skutečný život v Rouenu (v originále Ma vraie vie à Rouen) je francouzský hraný film z roku 2002, který režírovali Olivier Ducastel a Jacques Martineau podle vlastního scénáře. Film zachycuje mladíka, který posedle natáčí své okolí na digitální kameru. Snímek měl světovou premiéru na filmovém festivalu v Locarnu dne 5. srpna 2002. V ČR byl uveden v roce 2011 na filmovém festivalu Febiofest.

## Děj
Étienne žije v Rouenu se svou ovdovělou matkou a babičkou a pilně trénuje na mistrovství Francie v krasobruslení. Ke svým 16. narozeninám dostane od své babičky digitální videokameru. Od té chvíle začne na kameru zaznamenávat každodenní život nejen svůj, ale i osob kolem sebe – své matky a babičky, svého nejlepšího kamaráda Ludovica a také profesora z lycea Laurenta, se kterým se jeho matka potkala v knihovně. Usiluje o to, aby se jeho matka s Laurentem sblížila, což se posléze podaří. Étienne sám je tajně zamilovaný do Ludovica.

## Obsazení
| Jimmy Tavares      | Étienne        |
| Ariane Ascarideová | matka Caroline |
| Hélène Surgère     | babička        |
| Lucas Bonnifait    | Ludovic        |
| Jonathan Zaccaï    | Laurent        |
| Frédéric Gorny     | muž na pobřeží |